# Список символов штата Кентукки

Расположение штата Кентукки на территории США

Штат Кентукки имеет 29 официальных символов. Большинство из них определены актами Генеральной ассамблеи Кентукки и записаны в 1 разделе 2 главы устава Кентукки. Прозвище штата, «штат мятлика», традиционное, но так и не принятое Генеральной ассамблеей. Сам мятлик не является одним из официальных символов штата. Первый символ, печать Кентукки, появился в 1792 году.

## Символы штата Кентукки

### Общие
| Тип                | Символ                                                              | Описание                                                                                    | Год принятия | Изображение         | Ссылка      |
| ------------------ | ------------------------------------------------------------------- | ------------------------------------------------------------------------------------------- | ------------ | ------------------- | ----------- |
| Флаг               | Флаг Кентукки                                                       | Флаг Кентукки имеет тёмно-синий фон с печатью посередине.                                   | 1928         | Kentucky flag       | [ 2 ] [ 3 ] |
| Девиз на латинском | Deo gratiam habeamus Возблагодарим Господа                          |                                                                                             | 2002         | —                   | [ 4 ]       |
| Девиз              | United we stand, divided we fall Вместе мы выстоим, порознь — падём |                                                                                             | 1942         | —                   | [ 4 ]       |
| Прозвища           | Штат мятлика                                                        | Растение, из семейства злаки, произрастающее на пастбищах штата                             | Традиционный | —                   | [ 5 ]       |
| Печать             | Печать Кентукки                                                     | На печати изображены двое мужчин, приветствующие друг друга; девиз штата и два золотарника. | 1792         | Kentucky State Seal | [ 6 ] [ 7 ] |
| Слоган             | Кентукки — необузданный дух                                         | Слоган намекает на репутацию Кентукки в скачках и лошадиные фермы штата.                    | 2004         | —                   | [ 8 ]       |

### Флора и фауна
| Тип                      | Символ                                           | Описание | Год принятия | Изображение       | Ссылка |
| ------------------------ | ------------------------------------------------ | --- | ------------ | ----------------- | ------ |
| Птица                    | Красный кардинал Cardinalis cardinalis           | Самцы ярко-красные, самки бледно-красные или коричневые. Живут в Кентукки круглый год                                                                                | 1926         | Кардинал          | [ 9 ]  |
| Бабочка                  | Вице-король Limenitis archippus                  | Вице-король использует мимикрию Бейтса, имитируя окрас данаиды монарха. Встречается, как правило, по всему штату, за исключением горных районов, с апреля по ноябрь. | 1990         | Вице-король       | [ 11 ] |
| Рыба                     | Пятнистый окунь Micropterus punctulatus          | Как и большеротый окунь, весит около 5 кг. | 2005         |                   | [ 12 ] |
| Цветок                   | Золотарник Soldiago gigantea                     | Золотарник цветёт в конце лета и в начале осени. Является также символом штата Небраска.                                                                             | 1926         | Золотарник        | [ 13 ] |
| Продукт                  | Ежевика Rubus allegheniensis                     | Эту ягоду используют в Кентукки для приготовления варенья, желе без косточек и вина.                                                                                 | 2004         |                   | [ 14 ] |
| Лошадь                   | Чистокровная верховая Equus caballus             | Лошадь этой породы используют в скачках. Более 30% лошадей этой породы рождается в Кентукки, больше, чем в других штатах США                                         | 1996         |                   | [ 16 ] |
| Насекомое                | Медоносная пчела Apis mellifera                  | Официальный символ в 17 штатах. | 2010         |                   | [ 17 ] |
| Дерево                   | Лириодендрон тюльпановый Liriodendron tulipifera | Имеет характерную форму листьев и жёлтые цветы. | 1994         | Tulip Poplar tree | [ 18 ] |
| Дикое охотничье животное | Каролинская белка Sciurus carolinensis           | Имеет преимущественно серый мех, но могут встречаться красноватого, чёрного и белого цвета. У белки белое брюшко и пушистый хвост.                                   | 1968         | Каролинская белка | [ 19 ] |

### Геология
| Тип                | Символ                     | Описание | Год принятия | Изображение        | Ссылка |
| ------------------ | -------------------------- | --- | ------------ | ------------------ | ------ |
| Окаменелость       | Плеченогие                 | Плеченогие являются наиболее распространённым ископаемым в Кентукки. Похожи на моллюсков                                                                             | 1986         | Abyssal Brachiopod | [ 21 ] |
| Драгоценный камень | Жемчуг                     | Жемчуг образуется у нескольких видов пресноводных двустворок. На настоящее время загрязнение рек и строительство плотин привело к сокращению численности двустворок. | 1986         | Жемчуг             | [ 23 ] |
| Минерал            | Уголь                      | Кентукки является третьим ведущим штатом по добыче угля в США. | 1998         | Уголь              | [ 25 ] |
| Кварц              | Агат                       | Агат, как форма кварца, имеет различные оттенки. | 2000         | Агат               | [ 26 ] |
| Почва              | Почва разновидности Кридер | Кридер используют для посевов кукурузы, сои, табака и сена. | 1990         | —                  | [ 27 ] |

### Культура
| Тип                         | Символ                                           | Описание                                                                                  | Год принятия | Изображение                                      | Ссылка |
| --------------------------- | ------------------------------------------------ | ----------------------------------------------------------------------------------------- | ------------ | ------------------------------------------------ | ------ |
| Напиток                     | Молоко                                           |                                                                                           | 2005         | Стакан молока                                    | [ 28 ] |
| Композиция в жанре блюграсс | «Blue Moon of Kentucky» в исполнении Билла Монро | Монро записал эту песню в 1947 году. Позже её исполнил Элвис Пресли.                      | 1988         |                                                  | [ 29 ] |
| Танец                       | Клоггинг                                         | Танец берёт своё начало от первых поселенцев США. Существует несколько его разновидностей | 2006         | Женщины танцуют Клоггинг                         | [ 31 ] |
| Язык                        | Английский                                       | Около 95% населения Кентукки говорит на английском языке.                                 | 1984         | —                                                | [ 33 ] |
| Музыка                      | Блюграсс                                         | Исполняется с 1965 года.                                                                  | 2007         | Women playing the banjo, guitar, bass and violin | [ 35 ] |
| Музыкальный инструмент      | Дульцимер                                        | Струнный инструмент, впервые появился на юге штата в начале 19 века.                      | 2001         | Five stringed instruments                        | [ 36 ] |
| Самородок серебра           | Джорджтаунский самородок                         |                                                                                           | 1996         | —                                                | [ 37 ] |
| Песня                       | «My Old Kentucky Home»                           | Описывает жизнь на плантации в Кентукки.                                                  | 1928         |                                                  | [ 38 ] |
| Спортивный автомобиль       | Chevrolet Corvette                               | С 1981 года автомобили этой марки собирают в Боулинг-Грин, Кентукки.                      | 2010         | Chevrolet Corvette                               | [ 39 ] |